# Fekete álkérészek
A fekete álkérészek (Capniidae) a rovarok (Insectia) osztályának és az álkérészek (Plecoptera) rendjének egyik családja. A családba körülbelül 250 faj tartozik.

## Elterjedésük
Az északi félteke hidegebb területein terjedtek el, folyók és tavak mentén.

## Megjelenésük
Aránylag karcsú testű, sötét színű -általában barna vagy fekete- álkérészek. Potrohnyúlványaik és csápjaik elérhetik a test hosszát is. Több faj hímjei szárnyatlanok.
A lárvák sárga vagy barna színűek, hosszú csápjuk van, testüket apró szőrök fedik.

## Életmódjuk
Az imágók már a tél végén kialakulnak és párosodnak, majd a vízbe petéznek.

## Rendszerezésük
A családba egy alcsalád és 11 nem tartozik.
Fekete kérészek (Capniidae)
- Capniinae (Banks, 1900)
  - Allocapnia (Claassen, 1928)
  - Baikaloperla (Zapekina-Dulkeit & Zhiltzova, 1973)
  - Bolshecapnia (Ricker, 1965)
  - Capnia (Pictet, 1841)
  - Capnura (Banks, 1900)
  - Eucapnopsis (Okamoto, 1922)
  - Isocapnia (Banks, 1938)
  - Mesocapnia (Rauser, 1968)
  - Nemocapnia (Banks, 1938)
  - Paracapnia (Hanson, 1946)
  - Utacapnia (Gaufin, 1970)